# Oro nazista
Con il termine oro nazista ci si riferisce all'oro che sarebbe stato trasferito dalla Reichsbank verso banche offshore sul finire della seconda guerra mondiale. Il regime hitleriano avrebbe effettuato una politica di saccheggio di beni delle sue vittime al fine di finanziare la guerra. I beni venivano depositati in sedi specializzate. Il trasferimento dell'oro, valutato al cambio in valuta del momento, avvenne grazie alla collusione di molte istituzioni, la cui identità non è stata ben chiarita, così come non è precisato il volume delle transazioni avvenute.
Che il regime nazista abbia effettuato una politica di sequestro di beni per il finanziamento della guerra, come pure l'asportazione di beni depositati nelle banche, col loro successivo trasferimento dalla Reichsbank dove erano stati depositati, costituisce un insieme di argomenti ben documentati fin dagli anni cinquanta. Molte istituzioni e banche sono state oggetto di accuse e polemici interventi, motivati dall'accusa di una loro possibile acquisizione dell'oro nazista. Il caso è tuttavia tuttora aperto.
Dove si troverebbe l'oro nazista che sarebbe sparito dalle banche tedesche nel 1945 è stato l'argomento centrale di numerosi libri e teorie complottiste.

## Acquisizione
Il prosciugamento delle riserve di oro tedesco e le importazioni dall'estero, impedivano l'acquisto di materiale bellico e il rafforzamento dell'economia nazista, oramai incentrata su una massiccia militarizzazione. Lo Stato hitleriano non avrebbe quindi potuto permettersi di comprare o produrre macchinari per l'industria. Ciò nonostante, sul finire degli anni trenta, i capitali stranieri dovuti dalla Germania per i rimborsi di guerra calarono bruscamente. Nel 1939 la Germania aveva comunque reso stabile il bilancio relativo ai prestiti dovuti ai vari paesi europei.
La maggior parte del commercio tedesco si basò sul baratto dell'economia conservatrice.
Tuttavia, questa tendenza al conservazionismo servì a nascondere l'espansione dei capitali tedeschi, conseguente effetto dell'annessione dell'Austria e dell'occupazione della Cecoslovacchia, avvenute poco prima dello scoppio del secondo conflitto mondiale. Si pensa che queste fonti finanziarie abbiano fatto aumentare le riserve del capitale nazista sino ai 71 m di $ tra il 1937 e il 1939. Per mascherare l'acquisizione di questo denaro "sporco", la Reichsbank ha truccato i valori effettivi di queste riserve, cosicché nel 1939, alla Banca d'Inghilterra risultava una riserva di denaro tedesca pari a 40 m di $.
Durante la guerra, la Germania nazista ha continuato questa pratica, ma su larga scala. La Germania si è appropriata di $ 550 m di oro dai governi stranieri, di cui $ 223 m dal Belgio e 193 $ di m dai Paesi Bassi. Ciò non include la parte rubata ai cittadini e alle aziende private.

## Sparizione
Dove sia stato trasferito l'oro nazista, tra i vari scambi avvenuti tra le varie istituzioni europee nel 1945 è stato l'argomento di parecchi libri, teorie di cospirazione e vesti pubbliche hanno portato nel gennaio del 2000 le accuse contro la Banca Vaticana, l'Ordine Francescano e altre istituzioni cattoliche.
La Banca Nazionale Svizzera (BNS), era il più grande centro di distribuzione dell'oro nell'Europa continentale prima della guerra, questo fu il principale aggancio utilizzato dalla Germania nazista per cambiare l'oro in valuta. Durante la guerra, la BNS ha ricevuto $440 m di oro, di cui $316 m sono stati rubati.

## Eredità alla Croazia?
Fra i regimi nazisti attivi nel secondo conflitto mondiale, l'Independent Ustaše ha dichiarato che la Croazia si sia accaparrata ogni bene confiscato dai nazisti, sarebbero state anche trattenute le fortune accumulate durante la pulizia etnica di serbi e di ebrei nella Croazia. I beni delle vittime sono stati depositati nel Ministero del Tesoro croato.
Il 21 ottobre 1946, il reparto dell'intelligence dell'esercito statunitense ricevette un report dall'agente della DIA Emerson Bigelow. L'agente affermava che con il crollo degli Ustascia nel 1945, le autorità britanniche confiscarono 150 m di franchi svizzeri al confine austro-svizzero e che il denaro è stato depositato in una sede della Banca Vaticana in Svizzera. Ulteriori rapporti affermano che 200 m di Franchi svizzeri vennero trasferiti nella Città del Vaticano e nello IOR con l'appoggio delle autorità cattoliche e dell'Ordine Francescano. Tali accuse sono state apertamente negate dalla Banca Vaticana.